# Myopsyche idda
Myopsyche idda är en fjärilsart som beskrevs av Carl Plötz 1880. Myopsyche idda ingår i släktet Myopsyche och familjen björnspinnare. Inga underarter finns listade i Catalogue of Life.